# Пітабеддара (підрозділ окружного секретаріату)
Підрозділ окружного секретаріату Пітабеддара — підрозділ окружного секретаріату округу Матара, Південна провінція, Шрі-Ланка. Головне місто - Пітабеддара. Складається з 40 Грама Ніладхарі.

## Демографія
| Кількість Грама Ніладхарі | Площа (км2) | Населення (2012) | Населення (2012) | Населення (2012)  | Населення (2012) | Населення (2012) | Населення (2012) | Густота населення (/км2) |
| Кількість Грама Ніладхарі | Площа (км2) | Сингали          | Ларакалла        | Ланкійські таміли | Індійські таміли | Інші             | Всього           | Густота населення (/км2) |
| ------------------------- | ----------- | ---------------- | ---------------- | ----------------- | ---------------- | ---------------- | ---------------- | ------------------------ |
| 40                        | 141,5       | 47,149           | 24               | 2,086             | 1,555            | 13               | 52,081           | 372                      |